# Unité régionale de formation à l'information scientifique et technique
Une unité régionale de formation à l'information scientifique et technique ou Urfist est un service inter-académique français de formation, de veille et d'expertise.

## Activités
Les Urfist sont des unités de formation et de recherche dont le périmètre est régional. Elles proposent de développer au sein de l'enseignement supérieur et la recherche les compétences en matière d'usage et de maîtrise de l'information scientifique. Les Urfist s'adressent prioritairement aux chercheurs, enseignants-chercheurs, doctorants et professionnels de l'IST et plus globalement à l'ensemble des personnels des établissements de l’enseignement supérieur et de la recherche.
Elles ont par exemple formé environ 3 000 personnes en 1984, 10 000 en 1993, et assuré 558 actions de formation au bénéfice de 10 489 personnes en 1996.
En 2021, ce sont 9 756 personnes qui ont été formées pour environ 2 500 heures de formation.
L'Urfist de Paris a proposé dès le début des années 2000 un tutoriel de recherche d'information à destination des étudiants appelé Cerise (Conseils aux étudiants pour une recherche d'information spécialisée efficace),, avec notamment des conseils relatifs à la qualité de l'information trouvée sur internet. 

## Histoire
Les Urfist ont été créés en octobre 1982 par la DMBIST, direction des bibliothèques, des musées et de l'information scientifique et technique du ministère de l'éducation nationale. Chacune est établie par convention entre le ministère chargé de l'Enseignement supérieur et des établissements (universités, communautés d'établissements, écoles, etc.).
Les Urfist se sont constituées en réseau avec la création en janvier 2010 de l'Association du Réseau des Urfist (ARU) et du Groupement d'Intérêt Scientifique (GIS) Réseau Urfist, créé le 24 juillet 2017 à la suite des recommandations de 2015 du groupe de travail des Urfist. 
En 2022, le Réseau des Urfist a fêté ses 40 ans. 

## Gouvernance
Chaque Urfist est placée sous la responsabilité conjointe d'un enseignant-chercheur (généralement en sciences de l'information et de la communication) et d'un conservateur des bibliothèques.

## Implantation
- Urfist active
- Ancienne Urfist

Sept Urfist existent en France. Celles de Lyon, Nice, Paris, Rennes, Strasbourg et Toulouse ont été créées dès 1982 et celle de Bordeaux en 1989. L'Urfist de Lille, créée en 1982, a disparu en 1989 à la suite de la création de cursus universitaires en sciences de l'information et du document à Lille.

## Les outils des URFIST

### La plateforme SYGEFOR
En 2005, afin de mutualiser leurs actions, les 7 Urfist se sont dotées de l'application SYGEFOR (“Système de gestion de formation”), développée par la société d’ingénierie informatique Conjecto. SYGEFOR permet de centraliser et automatiser la gestion et les inscriptions à l’ensemble des formations et rencontres scientifiques du réseau des Urfist. La dernière version de SYGEFOR a été déployée en 2015 et propose un code open source, l'intégralité de la solution étant sous licence libre (CeCILL) D'autres organismes de formation ont pu ainsi s'emparer de la solution SYGEFOR pour proposer leur propre plateforme de formation, comme le réseau des CRFCB.
SYGEFOR continue à être développée pour être adaptée à la diversification des modalités pédagogiques des URFIST (présentiel, à distance ou hybride) ou pour accompagner au mieux les personnels URFIST, mais aussi les stagiaires (informations par SMS à venir en 2023).
Chaque stagiaire inscrit à une formation URFIST doit se créer un compte SYGEFOR, à partir duquel les attestations de formations suivies peuvent être téléchargées.

### La plateforme Callisto-formation
Callisto est une plateforme de formations en ligne du réseau des CRFCB, du réseau des Urfist et de l'Inist-CNRS, développée en 2020 sous l'impulsion du Ministère de l'Enseignement Supérieur et de la Recherche et ouverte en septembre 2021.
La vocation de Callisto-formation est de centraliser les formations des grands réseaux et organismes de formation issus des domaines de l’information scientifique et technique, de la science ouverte, des métiers des bibliothèques.
Callisto-formation est développée dans un environnement Moodle et permet d’abriter les projets pédagogiques existants comme les formations hybrides déjà conçues.
La participation au développement des ressources éducatives libres fait également partie des objectifs et de principes fondateurs de Callisto.